# استویان اندوف
استویان اندوف (مقدونی: Стојан Андов؛ زادهٔ ۳۰ نوامبر ۱۹۳۵ – درگذشتهٔ ۱۸ ژوئن ۲۰۲۴) سیاستمدار اهل مقدونیه شمالی بود. وی از ۴ اکتبر ۱۹۹۵ تا ۱۰ ژانویه ۱۹۹۶ به عنوان رئیس‌جمهور موقت مقدونیه شمالی فعالیت نمود.
استویان اندوف در ۱۸ ژوئن ۲۰۲۴، در سن ۸۸ سالگی درگذشت.